# Łapy (gmina)
Łapy – gmina miejsko-wiejska w województwie podlaskim, w powiecie białostockim. W latach 1975–1998 gmina położona była w województwie białostockim.
Siedziba gminy to Łapy.
Według danych z 30 czerwca 2012 gminę zamieszkiwało 22 652 osób.

## Struktura powierzchni
Według danych z roku 2002 gmina Łapy ma obszar 127,57 km², w tym:
- użytki rolne: 61%
- użytki leśne: 14%

Gmina stanowi 4,27% powierzchni powiatu.

## Demografia

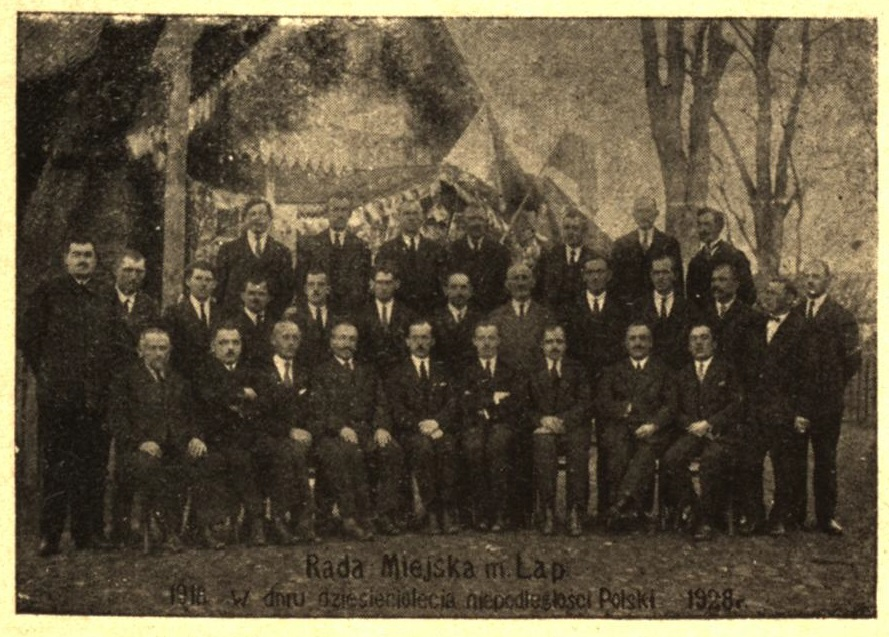
Rada miejska Łap w 1928 roku

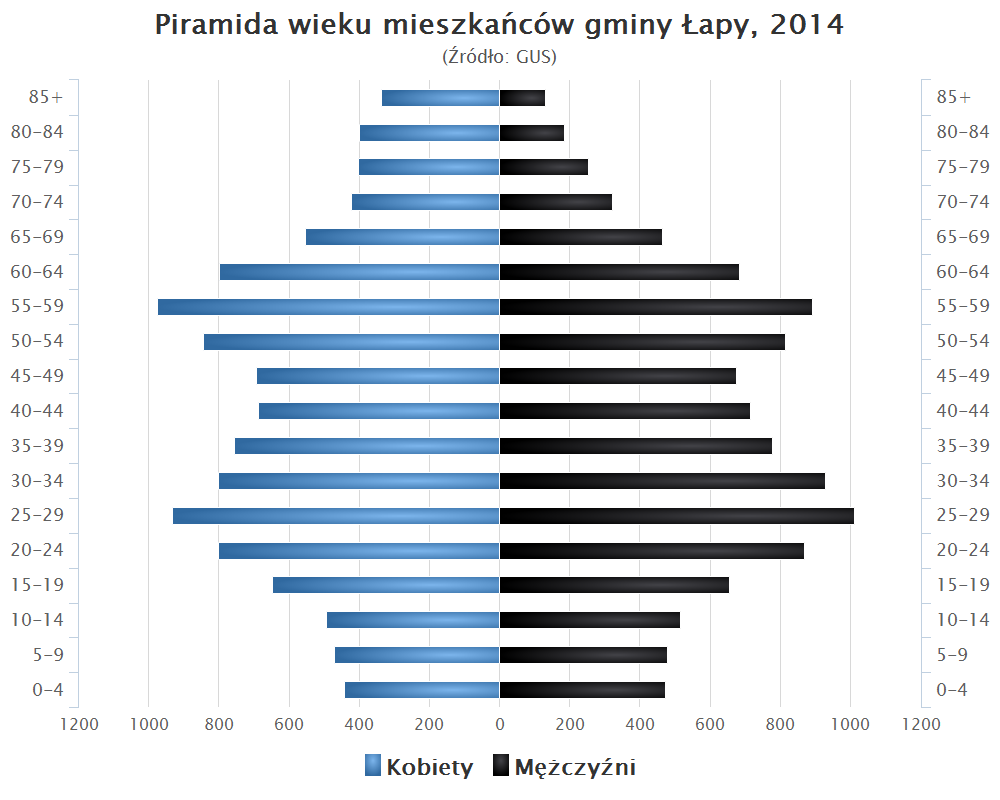
Piramida wieku mieszkańców gminy Łapy w 2014 roku

Dane z 30 czerwca 2012:
| Opis                              | Ogółem | Ogółem | Kobiety | Kobiety | Mężczyźni | Mężczyźni |
| --------------------------------- | ------ | ------ | ------- | ------- | --------- | --------- |
| jednostka                         | osób   | %      | osób    | %       | osób      | %         |
| populacja                         | 22 652 | 100    | 11 613  | 51,2    | 11 039    | 48,8      |
| gęstość zaludnienia (mieszk./km²) | 177,57 | 177,57 | 91,04   | 91,04   | 86,53     | 86,53     |

## Sołectwa
- Bokiny
- Daniłowo Duże
- Daniłowo Małe
- Gąsówka-Oleksin
- Gąsówka-Osse
- Gąsówka-Skwarki
- Gąsówka-Somachy
- Gąsówka Stara
- Gąsówka Stara Kolonia
- Łapy-Dębowina
- Łapy-Kołpaki
- Łapy-Korczaki
- Łapy-Łynki
- Łapy-Pluśniaki
- Łapy-Szołajdy
- Łupianka Nowa
- Łupianka Stara
- Płonka Kościelna
- Płonka-Kozły
- Płonka-Matyski
- Płonka-Strumianka
- Roszki-Włodki
- Roszki-Wodźki
- Uhowo (sołectwa: Uhowo I i Uhowo II)
- Wólka Waniewska[2].

## Sąsiednie gminy
Powiat białostocki: Choroszcz, Poświętne, Suraż, Turośń Kościelna
Powiat wysokomazowiecki: Sokoły